# 北京市郊外鉄道
北京市郊外鉄道（ペキンしこうがいてつどう、中文表記: 北京市郊铁路、英文表記: Beijing City Railways (BCR)）は中華人民共和国の首都・北京市市街地と近郊を結ぶ通勤列車システムである。中国国鉄が在来線を利用して運営しているため、北京地下鉄が市街地内やその近郊に広がっているのに対し、より郊外まで路線が延びている。

## 路線
| 路線名 | 路線名               | ルート                                                                                                   | 営業キロ (km) |
| ------ | -------------------- | --- | ------------- |
|        | 城市副中心線（S1線） | 良郷駅から喬莊東駅に至る路線 良郷(京広線·西長短絡線)北京西(北京地下直径線)北京(京哈線)通州(通喬線)喬莊東 | 63.7          |
|        | S2線                 | 黄土店駅から延慶駅に至る路線 黄土店（東北環線)昌平（京包線)延慶                                          | 77.07         |
|        | 懐柔密雲線（S5線）   | 北京北駅から古北口駅に至る路線 北京北（京張都市間鉄路）昌平（京通線)古北口                               | 144.6         |
|        | 通州密雲線           | 通州西駅から密雲北駅/懐柔北駅に至る路線 通州西（京承線）密雲北 支線:懐柔(懐範線）雁棲湖（京通線)懐柔北   | 83.4          |

中国国家鉄路集団有限公司（中国国鉄）は貨物輸送や都市間の長距離列車をメインとして運営している。中国国鉄は長距離列車のスピードを上げるため、旅客列車を各町の中心駅以外の駅は全部通過するようにしている。国鉄の地域輸送は一部の道路未整備地域を除き全廃した。また、大都市では市が出資する企業によって運営されている地下鉄や新交通システムといった都市内の鉄道路線もある。

## 沿革
北京市では郊外の衛星都市の発展のために、地下鉄に加え「市郊鉄路」の整備を行う計画を2004年の北京都市全体計画（北京城市总体规划）の中に入れた。
2008年北京オリンピック期間に向けて八達嶺長城観光を便利にするために、北京市と鉄道部が京包線と康延線や北京北駅などの各駅で拡張・リニューアル工事をして、8月6日にS2線が開通した。当初1日16往復の列車が設定された。しかし、駅が観光地や市街地から距離があったり、バスよりも運賃が高かったことから利用客が伸び悩み、8往復にまで減便された。このため、2011年7月1日から北京市と鉄道部が、運賃の大幅引き下げと均一料金化や16往復への増便といった「公交化」をしたところ、改善して1週間の時点では、利用者は大幅に増加したと報道された。しかし、2012年2月24日から平日8往復、休日12往復に減便された。

## 運賃
S2線の開業当初は、北京北 - 延慶間が一等23元、二等19元で、北京北 - 八達嶺間が一等17元、二等14元であった。また、地下鉄やバスで利用可能な北京市政交通カードには対応していなかった。2011年7月1日に大幅値下げをし、一等二等に関わらず一駅では5元、二駅以上では6元均一とした。また5駅で北京市政交通カードが利用可能となった。